# Sarkophag des Laris Pulenas

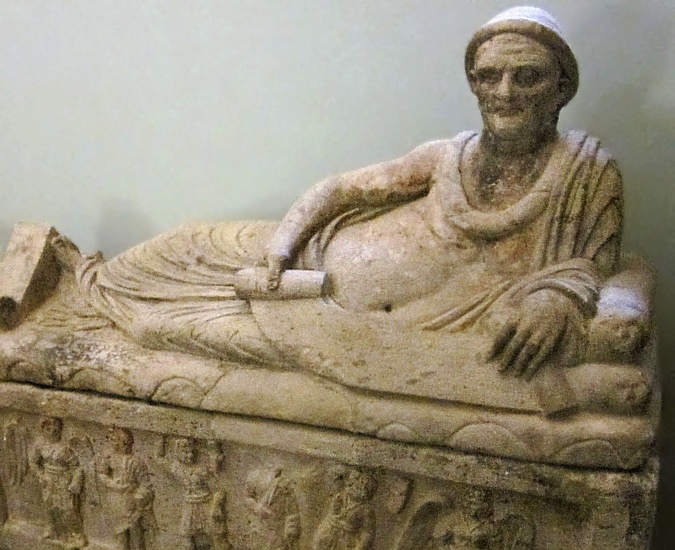
Sarkophag des Laris Pulenas aus dem späten 3. Jahrhundert v. Chr.

Der Sarkophag des Laris Pulenas oder auch Laris Pulena ist ein etruskisches Artefakt aus dem späten 3. Jahrhundert v. Chr. und befindet sich heute im Archäologischen Nationalmuseum von Tarquinia. Der Sarkophag stammt aus der hellenistischen Periode der etruskischen Kunst und ist bekannt für eine längere Inschrift mit etruskischen Schriftzeichen auf einer Schriftrolle (sog. Pulenas-Rolle oder auch Pulena-Rolle), die der Verstorbene in Händen hält. Daher zählt der Sarkophag zu den bedeutendsten Funden aus der etruskischen Spätzeit.

## Beschreibung des Sarkophags

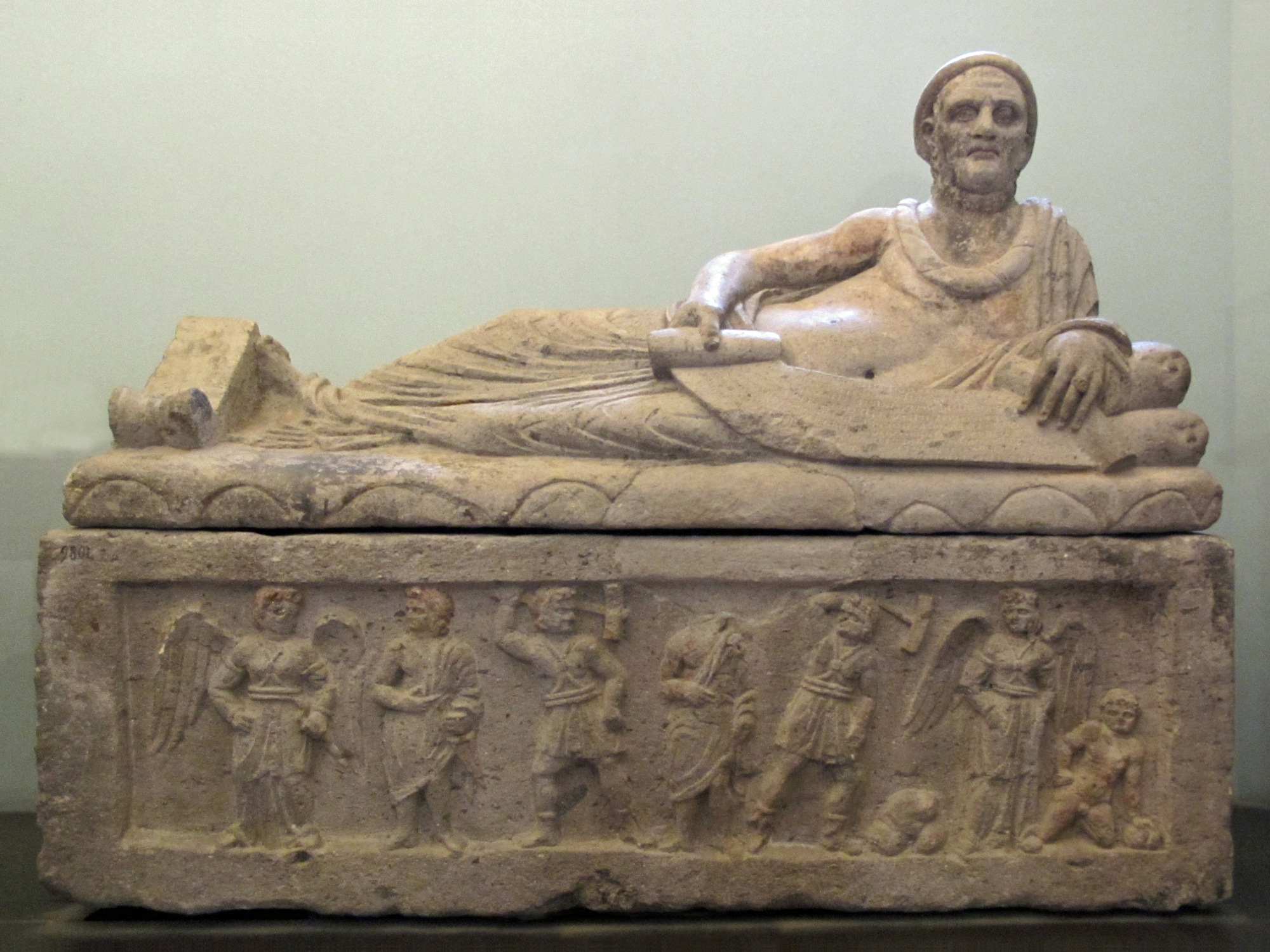
Frontalansicht des Sarkophags

Der 1,98 m lange, 62 cm breite und 63 cm hohe Sarkophag ist aus Nenfro gefertigt, einem weichen, aber kompakten Tuff-Gestein, das im südlichen Etrurien häufig verarbeitet wurde. Auf dem Sarkophag halb liegend ist ein älterer Mann dargestellt, der sich mit dem linken Arm auf zwei Kissen abstützt. Er trägt die für einen Wahrsagepriester (Haruspex) typische Kopfbedeckung, eine Kappe mit einer breiten Wulst. Sein Oberkörper ist entblößt, über Brust und Schultern trägt er einen Schal. Um Hüften und Beine hat er einen Umhang gewickelt, der über die linke Schulter und den linken Arm geworfen ist. Unter dem Umhang ragt sein nackter rechter Fuß hervor. Der andere Fuß ist verdeckt, da Pulenas das linke Bein abgewinkelt hat, das rechte dagegen ist nahezu gestreckt.
Vor sich hat Laris Pulenas einen teilweise ausgerollten Text, der möglicherweise eine der Leinenbuchrollen darstellen soll, für die Etrurien bekannt war. Mit der linken Hand hält er den Anfang der Schriftrolle fest, in seiner rechten Hand befindet sich der noch unausgerollte Teil. Am Ringfinger der rechten Hand trägt Pulenas einen Ring. 

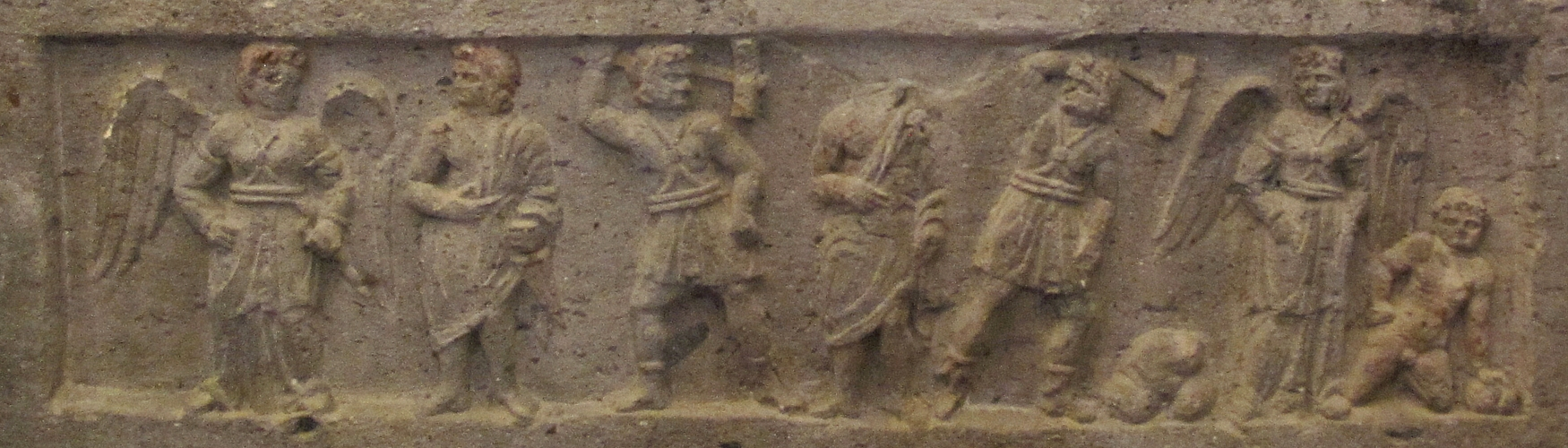
Relief auf der Vorderseite des Sarkophags

Auf der Vorderseite des Sarkophags ist ein Halbrelief mit Figuren eingemeißelt. In der Mitte mit fehlendem Kopf scheint der Verstorbene selbst dargestellt zu sein. Links und rechts neben ihm sind geflügelte Wesen und Figuren mit Hämmern (Charune) abgebildet, die den Verstorbenen in die Unterwelt begleiten. Diese Reise in die Unterwelt ist regelmäßig wiederkehrendes Thema auf Sarkophagreliefs und Grabmalereien.
In der neueren Forschung wird der Sarkophag auf das dritte Viertel des 3. Jahrhunderts v. Chr. datiert, also zwischen 250 und 225 v. Chr. Nach anderer Auffassung stammt der Sarkophag aus der Zeit um 200 v. Chr. Der Sarkophag war ursprünglich bemalt, wie deutliche Farbreste insbesondere auf der Vorderseite belegen.

## Inschrift der Pulenas-Rolle

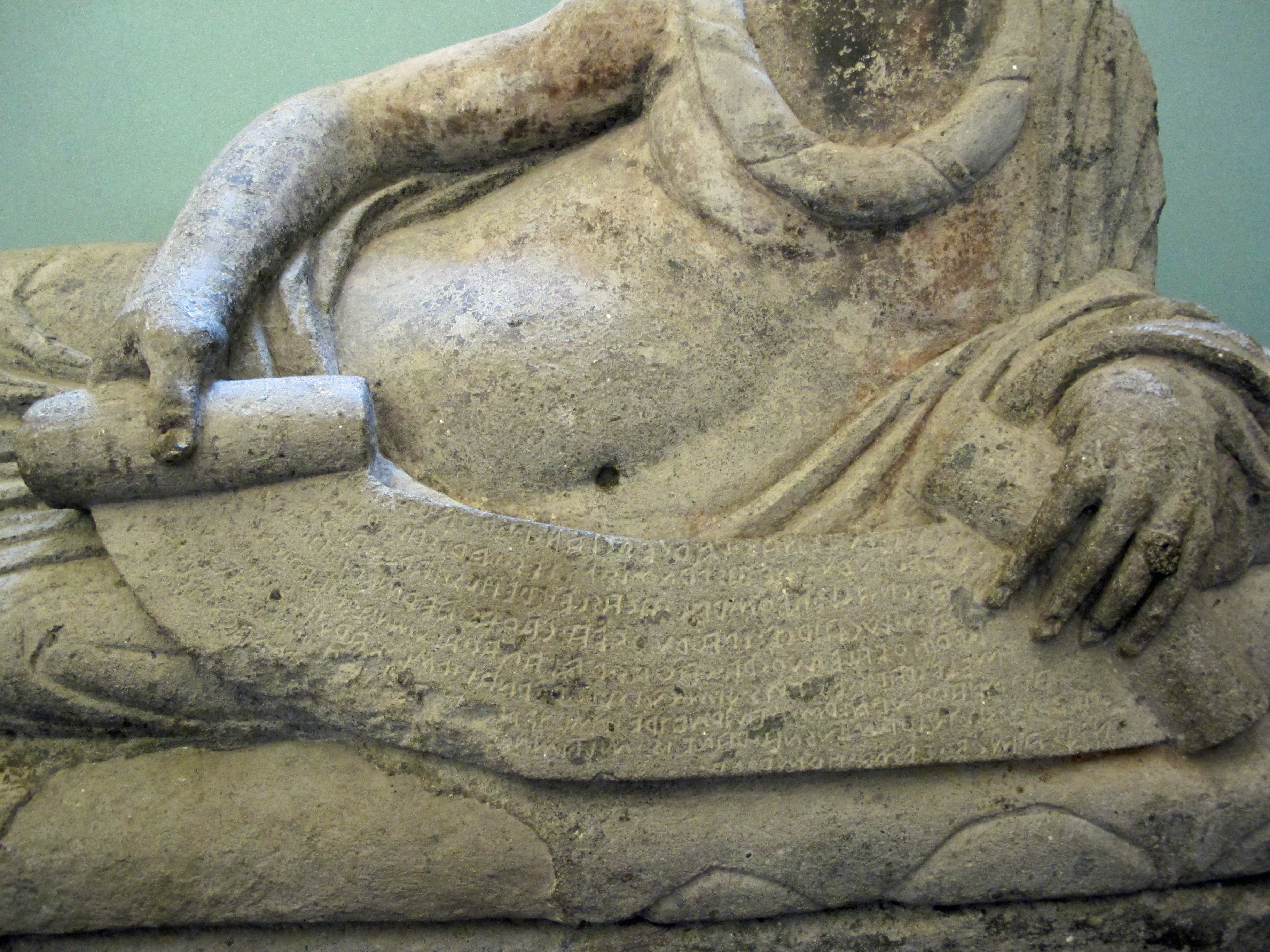
Pulenas-Rolle

In die Rolle, die der Verstorbene in Händen hält, ist ein Text eingemeißelt, dessen Buchstaben ursprünglich mit roter Farbe ausgemalt waren, wie noch vorhandene Farbreste zeigen. Der Text umfasst 9 Zeilen mit etwa 60 Wörtern, die meist gut lesbar sind. Die Entzifferung einzelner Buchstaben ist umstritten. In den Zeilen 7 und 8 fehlt ein geringfügiger Teil der Inschrift, da der vordere Rand der Rolle an dieser Stelle abgebrochen ist. Die Inschrift ist den etruskischen Schreibgewohnheiten entsprechend mit spiegelverkehrten Buchstaben von rechts nach links verfasst:
Die heute anerkannte Transkription des Textes lautet:
1. LRIS · PULENAS · LARCES · CLAN · LARTHAL · PAPACS
2. VELTHURUS · NEFTS · PRUMTS · PULES · LARISAL · CREICES
3. AN CN · ZICH · NETHŚRAC · ACASCE · CREALS · TARCHNALTH · SPU
4. RENI · LUCAIRCE · IPA RUTHCVA · CATHAS · HERMERI · SLICACHEŚ
5. APRINTHVALE LUTHCVA · CATHAS · PACHANAC · ALUMNATHE · HERMU ·
6. MELECRATICCES · PUTS · CHIM · CULSL · LEPRNAL · PŚL · VARCHTI · CERINE · PUL
7. ALUMNATH · PUL · HERMU · HUZRNATRE · PŚL · TEN…X · XX…CI · METHLUMT · PUL ·
8. HERMU · THUTUITHI · MLUSNA · RANVIS · MLAMNA … MNATHURAS · PAR
9. NICH · AMCE · LEŚE · HRMRIER[1]

Die meisten Wörter sind durch einen Punkt · voneinander getrennt. Ausnahmen bilden die Wortfolgen IPA RUTHCVA in Zeile 4 und APRINTHVALE LUTHCVA in Zeile 5. Bei AN CN ist nicht sicher, ob es sich um ein Wort oder um zwei Wörter handelt. Nach einem Wort am Zeilenende ist bis auf HERMU in Zeile 5 und PUL in Zeile 7 kein Punkt gesetzt. Die Wörter SPU-RENI in Zeile 3/4 und PAR-NICH in Zeile 8/9 erstrecken sich über einen Zeilenumbruch. Zu Beginn fehlt in LRIS sicher der Buchstabe A. Weitere Buchstaben könnten fehlen oder vertauscht sein, so z. B. im letzten Wort HRMRIER, das gelegentlich als HERMERI gelesen wird. 
Auffallend ist, dass Pulenas die Schriftrolle so hält, dass nicht er den Text lesen kann, sondern der vor ihm verweilende Betrachter des Sarkophags. Wahrscheinlich sollte bei Zeremonien, die eventuell regelmäßig oder zumindest bei der Bestattung weiterer Familienmitglieder in der Grabanlage stattfanden, der Text für die Anwesenden lesbar sein.

## Deutung des Textes
Die ersten beiden Zeilen der Inschrift zählen die Vorfahren des Verstorbenen auf: Laris Pulenas, Sohn (CLAN) des Larce (Genitiv LARCES). Der Gentilname PULENAS könnte sich aber auch auf den Vater beziehen, wie das bei zahlreichen Inschriften der Fall ist. Dann wäre PULENAS Genitiv und der Verstorbene hieße Laris Pulena. Der einführende Zeilenanfang würde dann lauten: Laris, Sohn des Larce Pulena.
Daneben war Laris Pulenas Enkel (PAPACS) des Larth (Genitiv LARTHAL), Enkel (NEFTS) des Velthur (Genitiv VELTHURUS) und Urenkel (PRUMTS) des Laris Pule Creice (Genitiv PULES LARISAL CREICES). Vielleicht unterschieden die Etrusker Großväter mütterlicher und väterlicher Art durch die Bezeichnungen PAPCS und NEFTS. Der Urgroßvater trägt neben dem Familiennamen PULE den Beinamen (Cognomen) CREICE, was auf eine griechische Herkunft oder Abstammung hinweist. Es könnte sich hierbei um Polles (etruskisch Pule) handeln, einen griechischen Seher, der um 400 v. Chr. nach Cerveteri (etruskisch Cisra) kam. Die Verwendung von griechischen Personennamen als Gentilname ist epigraphisch belegt.
Laris Pulenas hatte offenbar zu Lebzeiten ein bedeutendes Buch über die Wahrsagekunst verfasst, da dies unmittelbar Erwähnung findet: Er (AN) machte (ACASCE) dieses Buch (CN ZICH) über Auspizien (NETHŚRAC). Mit diesem Buch ist vielleicht die Rolle gemeint, die Pulenas in Händen hält und stolz dem Betrachter präsentiert. Der Inhalt über die Auspizien befindet sich dann im noch nicht ausgerollten Teil.
Nachfolgend zählt die Inschrift Ämter und Verdienste des Verstorbenen auf, der offenbar eine bedeutende Persönlichkeit gewesen war. Der genaue Inhalt lässt sich bisher nur bruchstückhaft wiedergeben. Es scheint, dass Pulenas eine hohe öffentliche Funktion (CREALS) in seiner Heimatstadt Tarquinia (Lokativ TARCHNALTH) ausübte (LUCAIRCE). Sofern das Verb LUCAIRCE auf denselben Wortstamm wie LAUCHUME (lat. Lucumo, dt. König, Herrscher) zurückgeht, könnte Pulenas auch über Tarquinia geherrscht haben. SPURENI ist eine Akkusativform von SPUR (Stadt) und dient zur Hervorhebung.
Pulenas war, wenn man Zeile 4 richtig deutet, verantwortlich für die Riten (RUTHCVA?) der Gottheit Catha (Genitiv CATHAS) und vielleicht auch Hermes (HERMERI?). Catha oder auch Cavtha ist eine solare Gottheit und dürfte die Tochter des Sonnengottes Usil sein, da sie in etruskischen Inschriften als Tochter der Sonne bezeichnet wird. Slicache (Genitiv SLICACHEŚ) könnte ein Epitheton dieser Gottheit sein, wodurch diese näher charakterisiert wird.
Pulenas widmete sich eventuell auch dem Ahnenkult und hielt Zeremonien für die Verstorbenen ab, da APRINTHVALE in Zeile 5 ein priesterlicher Titel zu sein scheint, der mit APA (Vater) in Verbindung stehen könnte. Anschließend wird die Gottheit Catha zusammen mit Pacha (PACHANAC) genannt, dem etruskischen Gott des Weines und des Rausches, bei den Römern Bacchus genannt. Catha und Pacha werden auch in anderen Inschriften miteinander in Verbindung gebracht.
In Zeile 6 werden anscheinend Kulthandlungen für Culsu (Genitiv CULSL) beschrieben, eine weibliche Unterweltgottheit, die in Grabmalereien als Hüterin des Eingangs zur Unterwelt in Erscheinung tritt. CUL steht im Etruskischen für Tor. Leprina (Genitiv LEPRINAL) könnte ein Epitheton von Culsu sein, der Pulenas vermutlich regelmäßig ein Trankopfer (Libation) aus einem heiligen Gefäß (PUTS) darbrachte. 
In den Zeilen 6 und 7 folgen Wortkombinationen mit der Prä- bzw. Postposition PUL, darunter PUL ALUMNATH, PUL HERMU und METHLUMT PUL. Letztere scheint die Bedeutung in diesem Bezirk oder für diesen Bezirk zu haben. Vielleicht werden hier Orte aufgezählt, an denen Pulenas heilige Pflichtrituale unter Schülern (HUZRNATE?) durchführte. Zumindest METHMLUMT ist mit ziemlicher Sicherheit ein Lokativ von METHLUM (Bezirk). Das CI davor wird manchmal als etruskisches Zahlwort für Drei gelesen, könnte aber auch das Ende eines längeren Wortes sein.
Das Wortfragment in Zeile 8 kann man zu ALUMNATHURAS ergänzen. Es handelt sich hierbei um einen Kollektivnamen, der sich vielleicht auf eine Bruderschaft bezieht. AMCE in Zeile 9 ist wie LUCAIRCE und ACASCE ein Verb in der 3. Person Präteritum bzw. Perfekt und bedeutet war/ist gewesen. AMCE bezieht sich auf PARNICH, das einem Amt in der Magistratur oder Priesterschaft entspricht. Pulenas hat anscheinend ein weiteres säkulares oder sakrales Amt ausgeübt, das Erwähnung finden sollte.
Obwohl die allgemeine Idee verstanden werden kann, sind Fachbegriffe für Priesterämter, Funktionen und Zeremonien sowie ihre Reihenfolge, Bedeutung und Position unklar. Die Namen von drei Gottheiten können erkannt werden: Catha, Pacha und Culsu. Als vierte Gottheit wird gelegentlich Hermes vermutet, aber die Wörter HERMU, HERMERI und HRMRIER müssen sich nicht auf den Gott beziehen, auch wenn sie ursprünglich mit Hermes verbunden waren. Wahrscheinlicher scheint, dass sich diese Wörter auf einen Ort beziehen, vielleicht auf ein Heiligtum.

## Entdeckung des Sarkophags
Am 12. November 1878 wurde in der Monterozzi-Nekropole von Tarquinia das Mehrkammergrab der Familie Pulenas entdeckt. In dem Familiengrab befanden sich insgesamt 21 Sarkophage, von denen heute drei im Archäologischen Nationalmuseum von Tarquinia ausgestellt sind, darunter der des Laris Pulenas und seines Sohnes Velthur. Der dritte ausgestellte Sarkophag lässt sich bisher keiner Person zuordnen. Entdecker des Grabes war der damalige Bürgermeister des Ortes Cometo, Luigi Dasti, der sich nebenbei mit Altertumsforschung beschäftigte. Von der Bemalung der Decken und Wände sind rote Streifen mit Verzierungen erhalten geblieben.

## Genealogie der Pulenas
Anhand der gravierten Inschriften auf den Sarkophagen lässt sich die Genealogie der Familie Pulenas teilweise rekonstruieren. Laris Pulenas hatte neben seinen direkten Vorfahren möglicherweise einen Onkel väterlicherseits mit Namen Larth. Er war verheiratet mit Thanchvil Acnatrui, mit der er zwei Söhne hatte, Velthur und Vel.
|           |           |           |           | Laris Pule Creice |           |  |  |                 |                 |                 |                 |                 |                 |  |  |                    |                    |                    |                    |                    |                    |  |  |  |  |  |  |  |  |  |  |  |  |
|           |           |           |           |                   |           |  |  |                 |                 |                 |                 |                 |                 |  |  |                    |                    |                    |                    |                    |                    |  |  |  |  |  |  |  |  |  |  |  |  |
|           |           |           |           | Velthur Pulenas   |           |  |  |                 |                 |                 |                 |                 |                 |  |  |                    |                    |                    |                    |                    |                    |  |  |  |  |  |  |  |  |  |  |  |  |
|           |           |           |           |                   |           |  |  |                 |                 |                 |                 |                 |                 |  |  |                    |                    |                    |                    |                    |                    |  |  |  |  |  |  |  |  |  |  |  |  |
|           |           |           |           |                   |           |  |  |                 |                 |                 |                 |                 |                 |  |  |                    |                    |                    |                    |                    |                    |  |  |  |  |  |  |  |  |  |  |  |  |
| Larth (?) | Larth (?) | Larth (?) | Larth (?) | Larth (?)         | Larth (?) |  |  | Larce Pulenas   | Larce Pulenas   | Larce Pulenas   | Larce Pulenas   | Larce Pulenas   | Larce Pulenas   |  |  |                    |                    |                    |                    |                    |                    |  |  |  |  |  |  |  |  |  |  |  |  |
| Larth (?) | Larth (?) | Larth (?) | Larth (?) | Larth (?)         | Larth (?) |  |  | Larce Pulenas   | Larce Pulenas   | Larce Pulenas   | Larce Pulenas   | Larce Pulenas   | Larce Pulenas   |  |  |                    |                    |                    |                    |                    |                    |  |  |  |  |  |  |  |  |  |  |  |  |
|           |           |           |           |                   |           |  |  | Laris Pulenas   | Laris Pulenas   | Laris Pulenas   | Laris Pulenas   | Laris Pulenas   | Laris Pulenas   |  |  | Thanchvil Acnatrui | Thanchvil Acnatrui | Thanchvil Acnatrui | Thanchvil Acnatrui | Thanchvil Acnatrui | Thanchvil Acnatrui |  |  |  |  |  |  |  |  |  |  |  |  |
|           |           |           |           |                   |           |  |  | Laris Pulenas   | Laris Pulenas   | Laris Pulenas   | Laris Pulenas   | Laris Pulenas   | Laris Pulenas   |  |  | Thanchvil Acnatrui | Thanchvil Acnatrui | Thanchvil Acnatrui | Thanchvil Acnatrui | Thanchvil Acnatrui | Thanchvil Acnatrui |  |  |  |  |  |  |  |  |  |  |  |  |
|           |           |           |           |                   |           |  |  |                 |                 |                 |                 |                 |                 |  |  |                    |                    |                    |                    |                    |                    |  |  |  |  |  |  |  |  |  |  |  |  |
|           |           |           |           |                   |           |  |  |                 |                 |                 |                 |                 |                 |  |  |                    |                    |                    |                    |                    |                    |  |  |  |  |  |  |  |  |  |  |  |  |
|           |           |           |           |                   |           |  |  | Velthur Pulenas | Velthur Pulenas | Velthur Pulenas | Velthur Pulenas | Velthur Pulenas | Velthur Pulenas |  |  | Vel                | Vel                | Vel                | Vel                | Vel                | Vel                |  |  |  |  |  |  |  |  |  |  |  |  |

Vielleicht waren die genannten Vorfahren des Laris Pulenas auch schon als Priester tätig und Pulenas erbte deren Ämter. Diese Tradition hat sich eventuell über Jahrhunderte hinweg erhalten. Unter dem römischen Kaiser Marc Aurel kam mit Pollenius Auspex vielleicht ein Nachfahre der Pulenas zum Konsulat. Sein Cognomen Auspex deutet an, dass er mit der Deutung des Vogelflugs (auspicium) vertraut war.

## Kulturgeschichtlicher Hintergrund

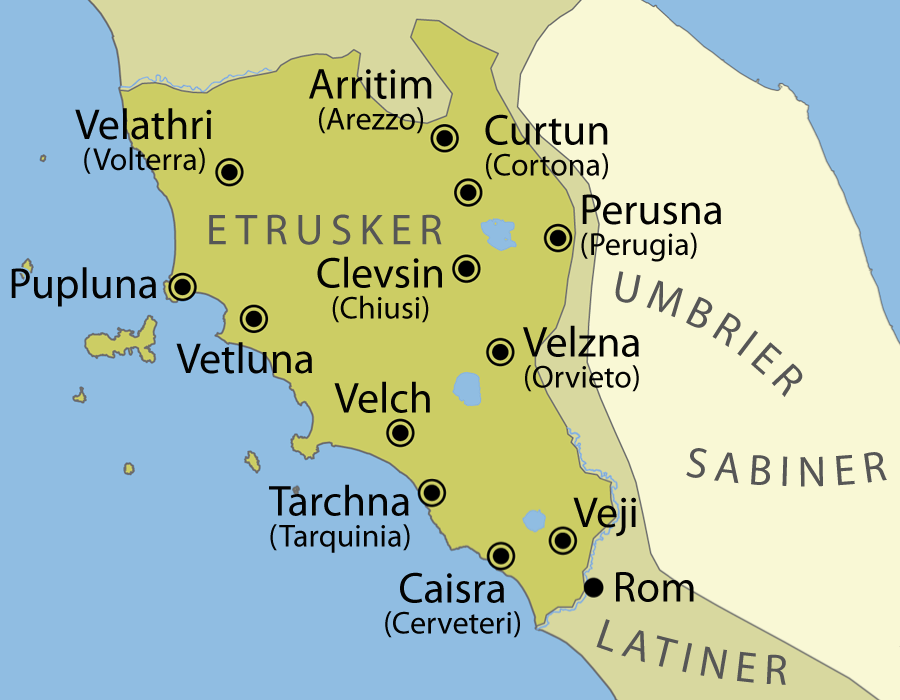
Etruskisches Siedlungs- und Einflussgebiet

Tarquinia (etruskisch Tarchna), die Heimatstadt der Familie Pulenas, war ab dem späten 5. Jahrhundert v. Chr. zur mächtigsten Stadt Etruriens aufgestiegen. Im frühen 4. Jahrhundert kam es zu kriegerischen Auseinandersetzungen mit Rom und ersten Gebietsabtretungen. Nach weiteren Kämpfen und Verlusten für Tarquinia Mitte des 4. Jahrhunderts wurde schließlich ein vierzigjähriger Waffenstillstand geschlossen, der anscheinend genau eingehalten wurde. Weitere Kriege sind ab 311 v. Chr. überliefert, die 30 Jahre später in eine endgültige Niederlage Tarquinias mündeten und zu weiteren Gebietsverlusten führten. Tarquinia war von Rom abhängig, verfügte aber weiterhin über kommunale und kulturelle Selbständigkeit. Die Aristokratie behielt ihren Einfluss und Wohlstand, wie das Familiengrab der Pulenas mit ihren kostbaren Sarkophagen bezeugt.

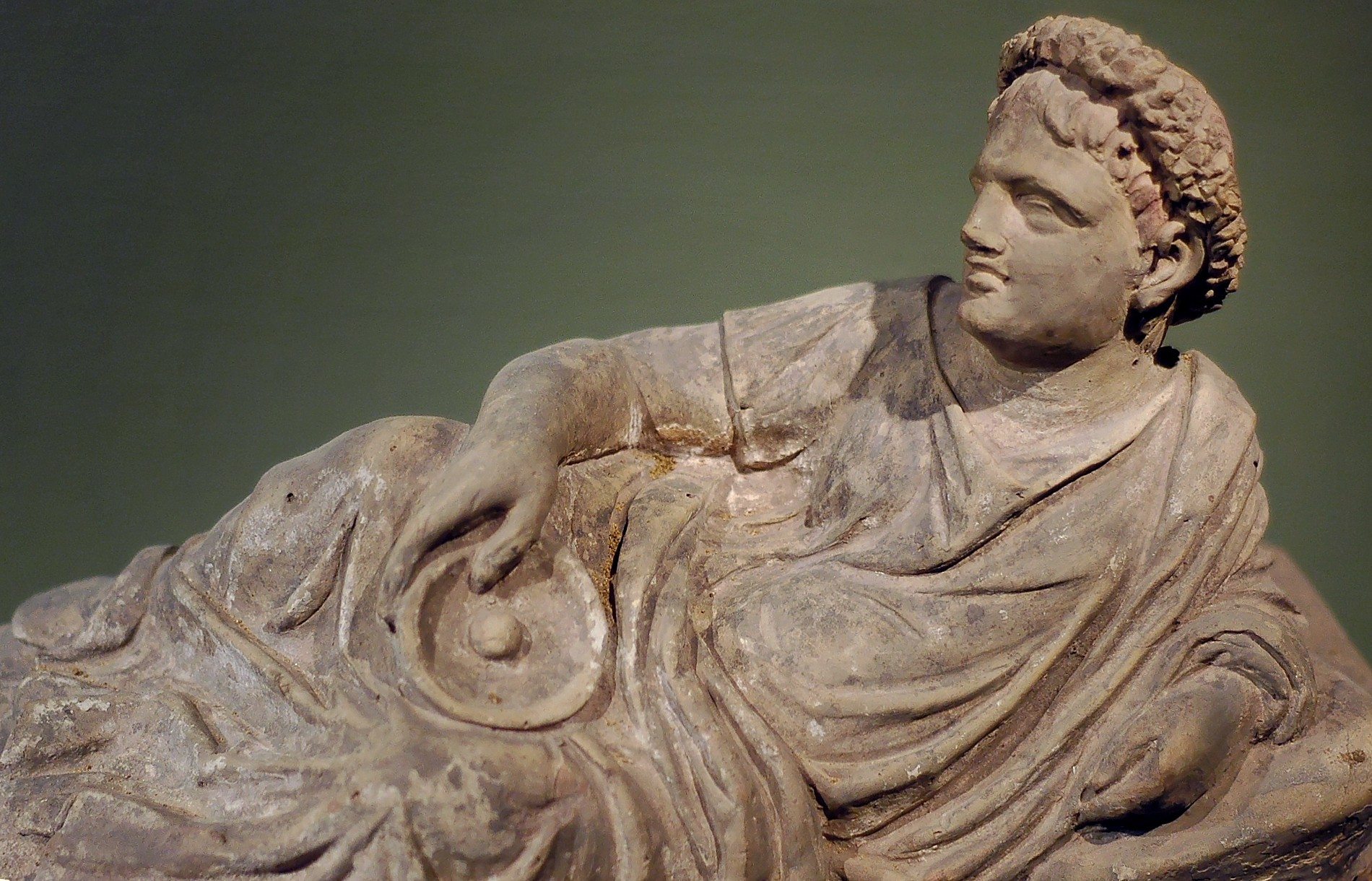
Sarkophagfigur mit Omphalos-Schale

Ungewöhnlich am Sarkophag des Laris Pulenas ist, dass der Verstorbene nicht wie üblich eine Opferschale (Omphalos-Schale) in Händen hält, sondern eine Schriftrolle, auf der Abkunft, Titel und Verdienste aufgezählt werden. Hier werden auf ganz neue Weise Zeichen der religiösen Tradition und priesterlichen Macht zur Schau gestellt. Bemerkenswert ist die Inschrift in mehrfacher Hinsicht: Neben den Eltern, die traditionell in Inschriften genannt werden, nennt der Text weitere Ahnen bis hin zum Urgroßvater. Anschließend werden Ämter und Funktionen in aller Ausführlichkeit aufgezählt. Laris Pulenas diente als Priester sogar mehreren Gottheiten in verschiedenen Heiligtümern. Der Sarkophag ist insofern auch ein herausragendes Beispiel für das Selbstverständnis und die Selbstdarstellung eines etruskischen Priesters. 
Die Mischung aus politischem Amt und religiöser Funktion, Tradition und Erbe ist auch aus Rom bekannt, allerdings nicht in dieser Ämterfülle zu Lebzeiten und Außendarstellung über den Tod hinaus. Es ist möglich, dass dieses hierarchische religiöse System, das seine elaborierten Rituale schriftlich fixierte und tradierte, dazu beigetragen hat, die aristokratische Gesellschaftsordnung in den etruskischen Städten aufrechtzuerhalten. Offenbar gewährte Rom den verbündeten Städten Südetruriens eine gewisse Autonomie bei der Ausübung ihrer administrativen und religiösen Traditionen. Die allmähliche Romanisierung führte allerdings dazu, dass 200 Jahre später die etruskische Kultur und Sprache untergegangen waren.
In der Pulenas-Rolle wird Pacha, der etruskische Gott des Weines und Rausches erwähnt. Man kann vermuten, dass Pulenas selbst Priester des Pacha war und entsprechende Kulthandlungen durchführte. Der Bacchuskult war in Italien vom dritten bis zum ersten Jahrhundert v. Chr. weit verbreitet. Auch in Rom 
hatte der Kult zahlreiche Anhänger. Besondere Anziehungskraft übten die Bacchanalien aus, bei denen es der Überlieferung nach zu alkoholischen und sexuellen Ausschweifungen kam. Die Römer betrachteten den Bacchuskult als eine von Etrurien ausgehende Plage und unterdrückten ihn 186 v. Chr. gewaltsam (Bacchanalienskandal), da sie in ihm eine Gefahr für das Gemeinwesen sahen.